# Бакешлучай
Бакешлучай (перс. دهستان بکشلوچای) — дехестан в Ірані, у Центральному бахші шахрестану Урмія провінції Західний Азербайджан. До складу дехестану входять 50 сіл.

## Села
Аґче-Калах, Айдінлу, Айсі-Кан, Альманабад, Балдерлу, Бараджук, Бірлан, Бурашан, Вазірабад, Габаран, Голманхане, Голь-Пашін, Дарґалу, Дехкаде-Асаєш, Джарчелу, Дізадж-Накале, Ельясабад, Емамзаде, Есламлу, Єнґеджех-е-Казі, Ігдір, Калілу, Камат, Караджалу, Карах-Агадж-Аля, Карах-Хасанлу-Ходже-Паша, Каштібан, Кешлак-е-Мірза-Алі, Кешлак-е-Мохаммед-Колі, Кордлар, Котурлар, Лашенлу, Мараджул, Машкабад-е-Аля, Машкабад-е-Софлі, Міявак, Поштеголь, Рейханабад, Рікан, Садаке, Салехабад, Сангяр-е-Мір-Абдалла, Тармані, Уч-Кабарлар, Хаджі-Пірлу, Хасбестан, Хесар-е-Тармані, Хесар-е-Хаджилар, Чехре-Гоша, Ювалар.